# Château des Crêtes
Ne doit pas être confondu avec Château de Crête.
Le château des Crêtes (Avenue des Bosquets-de-Julie n° 13) est une résidence privée située dans le village de Clarens, sur le territoire de la commune vaudoise de Montreux, en Suisse.

## Histoire
La rive du Lac Léman à proximité de Clarens a été rendue célèbre par Jean-Jacques Rousseau qui, dans son roman La Nouvelle Héloïse, y situe les aventures de son héroïne. Décrivant les charmes d’un jardin naturel par opposition au jardin policé « à la française », il y invente les « bosquets de Julie ». C’est sur ce site mythique qu'Emmanuel-Vincent Dubochet – financier et industriel d’origine helvétique, établi à Paris – choisit de se faire bâtir une résidence particulière, appelée château des Crêtes. L’ouvrage, inauguré en 1864, a été élevé par Emile Bertolini d’après des plans d’un architecte parisien, Eugène Laval (et non pas Emile Hochereau comme il a été écrit parfois).
Établi sur un imposant soubassement abritant l’orangerie, l’édifice, dans le plus pur style Napoléon III, témoigne d’un éclectisme d’inspiration classique. Il est bâti en briques avec des éléments architecturaux en molasse et comporte une tourelle octogonale couronnée de mâchicoulis décoratifs, eux-mêmes sommés d’un belvédère. Dans le salon principal, un chambranle de cheminée en marbre blanc de Carrare est orné d’un médaillon sculpté à l’effigie de Rousseau.
Le jardin, « un parc des plus romantiques », selon un contemporain vers 1889, a été conçu par un paysagiste parisien. Il fait également référence à La Nouvelle Héloïse et est doté d’une petite grotte.
Dubochet y reçut de nombreux invités, parmi lesquels le ministre français de la Défense Léon Gambetta entre 1872 et 1876 ; ce dernier laisse des traces dans la région, puisqu’une place et un restaurant ont été nommés en son honneur.
Par la suite, Suzanne Arnaud, petite nièce du propriétaire, fera coiffer vers 1885 la tour d'une verrière avec solarium. Le domaine passera ensuite entre plusieurs mains pour devenir, dans les années 1930, une clinique privée ; le peintre André Busso y travaillera ensuite entre 1945 et 1947 pour en assurer la restauration.

## Description
Le château, composé de 36 pièces et d'une tour avec un escalier en colimaçons, est visible surtout depuis le lac. Il est classé comme bien culturel d'importance nationale. Il est entouré d'un domaine viticole homonyme de La Cave Montreux Riviera dont l'encépagement se compose de Chasselas, de Gamay, de Pinot noir, de Garanoir et de Cabernet franc.